# Buffel
Buffel (afrikaans: "búfalo") é uma linha de veículos blindados de transporte de pessoal, protegidos contra minas e fogo de armas ligeiras, desenvolvido e inicialmente fabricado na República da África do Sul para utilização em operações militares da Força de Defesa da África do Sul (SADF) na década de 1970. Foi utilizado em operações militares em Angola, Namíbia e, numa versão ligeiramente modificada, no Sri Lanka.

## Variantes
- Buffel - original
- Buffel Mk 1 - com melhoria do motor e das protecções
- Log Buffel - versão para logística/carga
- Moffel - versão para carga aberta
- Unicorn - versão cingalesa
- Unibuffel - versão cingalesa do Mk 1 com motor Tata.
- Buffel Mk IIA/B -
- Bulldog -
- Rhino -

## Operadores
- Namíbia
- África do Sul
- Sri Lanka
- Uganda

## Conflitos em que foi usado
- Guerra de Independência de Angola
- Guerra de fronteira sul-africana
- Guerra Civil Angolana
- Guerra da Independência da Namíbia
- Guerra Civil Cingalesa